# Cleavon Frendo
Cleavon Frendo (* 1. Juli 1985 in Pietà) ist ein ehemaliger maltesischer Fußballspieler.

## Karriere

### Verein
Frendo begann seine Karriere beim FC Turin und dem örtlichen Verein Pietà Hotspurs, wo er auf Anhieb Stammspieler wurde. Zwischenzeitlich wurde er von Lija Athletics ausgeliehen. Im Sommer 2004 wechselte er zum FC Marsaxlokk, wo er seinen größten Erfolg mit dem Gewinn der Meisterschaft 2006/07 erreichte. Nach vier erfolgreichen Jahren wechselte er im Sommer 2008 zum FC Valletta. In den folgenden drei Jahren konnte Frendo sich keinen Stammplatz bei Valletta erkämpfen und ab 2011 folgten regelmäßig Leihgeschäfte mit anderen maltesischen Erstligisten. Er kehrte jedes Jahr im Sommer zum FC Valletta zurück und wurde einen Monat später erneut ausgeliehen. Anfang 2018 nahm ihn der FC Marsaxlokk leihweise unter Vertrag und ab 2019 war er noch zwei Jahre bis zum Karriereende unterklassig aktiv.

### Nationalmannschaft
Für die A-Nationalmannschaft Maltas bestritt er zwischen 2004 und 2008 insgesamt neun Länderspiele, in denen ihm ein Tor gelang. Dieser fiel am 4. Februar 2008 beim 1:0-Testspielsieg gegen Island im heimischen Ta’ Qali-Stadion.

## Erfolge
- Maltesischer Meister: 2007
- Maltesischer Pokalsieger: 2010